# Destroy All Humans! (série de jeux vidéo)
Destroy All Humans! est une franchise de jeux vidéo d'action-aventure en monde ouvert conçue comme une parodie de films d'invasion extraterrestre de l'époque de la guerre froide. Destroy All Humans! est disponible sur PlayStation 2 et Xbox, Destroy All Humans! 2 est disponible sur PlayStation 2 et Xbox, Destroy All Humans! Lâchez le Gros Willy ! est disponible sur Wii et Destroy All Humans! En route vers Paname ! est disponible sur Xbox 360 et PlayStation 3 (en Australie et en Europe). Destroy All Humans! et Destroy All Humans! 2 ont été portés sur PlayStation 4 le 17 octobre 2016 et le 28 novembre 2016, tous deux mis à l'échelle en 1080p. Le 23 avril 2018 Destroy All Humans! a été ajouté au programme de rétrocompatibilité sur Xbox. Destroy All Humans! a été porté sur Google Stadia. Un remake du jeu original a été développé par Black Forest Games est sorti en 2020.
Les deux principaux protagonistes de la série sont doublés par J. Grant Albrecht et Richard Steven Horvitz, à l'exception du jeu Big Willy Unleashed, dans lequel les acteurs Sean Donnellan et Darryl Kurylo incarnent les personnages. La partition musicale de la série est interprétée par le compositeur Garry Schyman.

## Histoire
Les jeux se déroulent principalement sur Terre où le Furon Cryptosporidium, également connu sous le nom de Crypto, est chargé par ses supérieurs de rassembler l'ADN de Furon enfermé dans les troncs cérébraux humains afin d'empêcher sa race de se cloner jusqu'à l'extinction. Dans Destroy All Humans!, les objectifs de Crypto incluent par ailleurs une enquête sur ce qui est arrivé à son clone précédent. Destroy All Humans! 2 présente Crypto à la recherche de vengeance, après que le KGB ait tenté de l'assassiner et de détruire avec succès le vaisseau-mère et son officier de mission, Orthopox 13, ainsi que d'exterminer l'ennemi des Furons de la guerre martienne, le Blisk. Destroy All Humans! Lâchez le Gros Willy ! implique que Crypto protège la nouvelle chaîne de restauration rapide de Pox en utilisant un robot géant déguisé en mascotte du restaurant, appelé "Big Willy". Destroy All Humans! En route vers Paname ! est disponible sur Xbox 360 (et PlayStation 3 uniquement en Australie et en Europe), et implique que Crypto cherche l'illumination pour l'aider à arrêter un complot qui menace l'empire Furon. Destroy All Humans! a lieu en 1959. Destroy All Humans! 2 a lieu en 1969. Destroy All Humans! Lâchez le Gros Willy ! se déroule en 1975. Destroy All Humans! En route vers Paname ! se déroule en 1979.

## Jeux
| 2005 | Destroy All Humans!                        |
| 2006 | Destroy All Humans! 2                      |
| 2007 |                                            |
| 2008 | Destroy All Humans! Lâchez le Gros Willy ! |
| 2008 | Destroy All Humans! En route vers Paname ! |
| 2009 |                                            |
| 2010 |                                            |
| 2011 |                                            |
| 2012 |                                            |
| 2013 |                                            |
| 2014 |                                            |
| 2015 |                                            |
| 2016 |                                            |
| 2017 |                                            |
| 2018 |                                            |
| 2019 |                                            |
| 2020 | Destroy All Humans!                        |
| 2021 |                                            |
| 2022 | Destroy All Humans! 2: Reprobed            |

### Destroy All Humans!(2005)
Au cours de l'année 1959, Cryptosporidium 137 est arrivé pour la première fois sur Terre pour enquêter sur la planète et rechercher son prédécesseur, Cryptosporidium 136, qui a disparu en 1947 après qu'Orthopox 13 l'ait envoyé sur Terre pour une mission similaire. Pox envoie Crypto en mission pour récolter des troncs cérébraux humains (qui contiennent une petite quantité d'ADN pur de Furon en raison d'une rencontre entre des guerriers Furon et des humains dans les temps anciens) pour empêcher son espèce de s'éteindre. Pour accomplir sa mission, il doit vaincre Majestic, une organisation gouvernementale ténébreuse dirigée par une figure vêtue de noir nommée Silhouette. Après avoir accompli cela, Crypto prend le contrôle des États-Unis en se faisant passer pour le président.

### Destroy All Humans! 2(2006)
Dix ans se sont écoulés depuis que Crypto a vaincu Majestic et remplacé le gouvernement américain. Orthopox 13 est mort après qu'un missile nucléaire soviétique ait détruit le vaisseau- mère Furon. Pox a téléchargé sa conscience dans un projecteur holographique personnel conçu pour communiquer entre les Furons sur les vaisseaux mères et les surfaces des planètes. L'unité de Pox, surnommée HoloPox, lui permet de communiquer, de conseiller et de vexer Crypto sur Terre. Crypto 137 est mort de causes inconnues, mais apparaît dans Big Willy Unleashed et Crypto 138, un clone avec de l'ADN pur de Furon récolté à partir de cerveaux humains, a pris sa place en tant que président. Crypto 138 est le premier Furon depuis des millénaires à posséder des organes génitaux, car son ADN pur n'a pas été corrompu par les radiations. Lorsque le KGB détruit le vaisseau-mère et Pox, Crypto doit trouver un moyen de les empêcher de détruire ce pour quoi il a travaillé si dur. En cours de route, il est soutenu par Natalya Ivanova, une agente voyou du KGB qu'il drague constamment. Il rencontre également le Blisk, l'ennemi redouté que les Furons pensaient avoir vaincu dans la guerre martienne.

### Destroy All Humans! Lâchez le Gros Willy!(2008)
Lâchez le Gros Willy ! (Big Willy Unleashed en anglais) se déroule après Destroy All Humans ! 2. Crypto et Pox lancent un restaurant de restauration rapide qui sert de la viande humaine de toutes les personnes que Crypto a tuées en récoltant plus d'ADN de Furon. Plus tard, leur restaurant rival, le colonel Kluckin (une parodie du colonel Sanders), découvre leur secret, après quoi Crypto doit protéger le restaurant avec le robot mascotte Big Willy.

### Destroy All Humans! En route vers Paname!(2008)
En utilisant l'argent gagné grâce à la franchise de restauration rapide Big Willy qu'Orthopox a lancée dans Lâchez le Gros Willy !, Pox et son serviteur destructeur Furon Warrior Crypto ont ouvert un casino "familial" qu'ils utilisent pour obtenir un revenu financier stable et de l'ADN humain. Crypto a perdu sa motivation à cause de la mort de Natalya (qui était un clone avec une durée de vie de quatre ans) et a oublié ce que signifie de détruire les humains. Il boit trop d'alcool, regarde trop la télévision et est finalement devenu paresseux. Plus tard, Crypto est attaqué par de mystérieux cyborgs appelés Nexosporidium Warriors, qui arrivent de sa propre planète, ce qui effraie à la fois Crypto et son commandant Pox. Bientôt, Crypto se retrouve face à face avec une conspiration de son propre monde qui, si elle n'est pas arrêtée, pourrait détruire toute sa race. Au milieu de tout ce chaos, Crypto entend une voix dans sa tête, lui disant d'aller à la ville de Shen Long. Plus tard, Crypto, alors qu'il était à Sunnywood, reçoit une balle dans le cou, s'évanouit, puis se réveille dans un monastère de Kung Fu où il est accueilli par un expert en arts martiaux Furon, connu sous le nom de The Master. The Master le supplie de se soumettre à sa tutelle et d'entraîner son esprit et sa puissance de feu pour l'aider à vaincre ses nouvelles menaces. Maintenant, Crypto est sur le point de s'engager sur la voie de l'illumination, de façonner son propre destin et de découvrir qui se cache derrière cette effrayante conspiration.

### Destroy All Humans!(2020)
Le détenteur de la propriété intellectuelle (IP) de la franchise, THQ, a fait faillite le 19 décembre 2012 et ses nombreuses IP ont ensuite été vendues. En 2013, Nordic Games, désormais connu sous le nom de THQ Nordic, a acheté les droits de Destroy All Humans! avec également d'autres IP pour 4,9 millions de dollars,,. Fin 2016, les versions PlayStation 2 de Destroy All Humans! et Destroy All Humans! 2 sont sortis sur PlayStation 4 dans le cadre d'une sélection de jeux PlayStation 2 émulés sur PlayStation 4, et ont été mis à l'échelle 1080p avec des fonctionnalités supplémentaires prenant en charge les trophées et le jeu à distance,. En 2018, la version Xbox de Destroy All Humans! a été ajouté au catalogue de rétrocompatibilité de la Xbox One.
En 2019, THQ Nordic annonça le remake du jeu Destroy All Humans! via une bande-annonce montré pendant l'E3. Ce remake est développé par Black Forest Games et est sorti le 28 juillet 2020 sur Microsoft Windows, PlayStation 4 et Xbox One puis le 8 décembre 2020 sur Stadia et enfin le 29 juin 2021 sur Nintendo Switch.
Un spin-off multijoueur, intitulé Destroy All Humans! Clone Carnage est sorti pour Microsoft Windows via Steam, PlayStation 4 et Xbox One le 31 mai 2022.

### Destroy All Humans! 2: Reprobed(2022)
En 2021, THQ Nordic a annoncé un remake de Destroy All Humans! 2 via une bande-annonce montrée avec le développement géré par Black Forest Games. Sa sortie est prévue le 30 août 2022 pour Microsoft Windows, PlayStation 5 et Xbox Series X/S.